# Edge of Thorns
Albums de Savatage
Streets: A Rock Opera
(1991) Handful of Rain
(1994)
Edge of Thorns  est le 7e album studio du groupe Savatage sorti en 1993.

## Liste des titres
Toutes les chansons sont écrites et composées par Criss Oliva, Jon Oliva et Paul O'Neill.
| 1.  | Edge of Thorns      | 5:54 |
| 2.  | He Carves His Stone | 4:14 |
| 3.  | Lights Out          | 3:10 |
| 4.  | Skraggy's Tomb      | 4:22 |
| 5.  | Labyrinths          | 1:29 |
| 6.  | Follow Me           | 5:08 |
| 7.  | Exit Music          | 3:05 |
| 8.  | Degrees of Sanity   | 4:36 |
| 9.  | Conversation Piece  | 4:10 |
| 10. | All That I Bleed    | 4:41 |
| 11. | Damien              | 3:53 |
| 12. | Miles Away          | 5:06 |
| 13. | Sleep               | 3:52 |

| 14. | Forever After     | 4:20 |
| 15. | Shotgun Innocence | 3:30 |

| 14. | Believe (Acoustic version) | 3:52 |

| 14. | Forever After                                  | 4:18 |
| 15. | Conversation Piece (Live In Rehearsal 9/24/94) | 4:19 |

| 14. | All That I Bleed (Acoustic version) | 4:34 |
| 15. | If I Go Away (Acoustic version)     | 3:49 |

## Composition du groupe
- Zachary Stevens – chant
- Jon Oliva – claviers
- Criss Oliva – guitares
- Steve Wacholz – batterie
- Johnny Lee Middleton – basse